# Erste Flandernschlacht
Die Erste Flandernschlacht oder Ypernschlacht (englisch First battle of Ypres, niederländisch Eerste Slag om Ieper, französisch Première bataille d’Ypres) fand gegen Ende der ersten Phase des Ersten Weltkrieges vom 20. Oktober bis zum 18. November 1914 zwischen deutschen und alliierten Truppen im Raum der belgischen Kanalküste in Westflandern statt. Trotz schwerster Verluste an Menschenleben konnte die Absicht der deutschen Führung, durch einen Angriff der 4. Armee entlang der Kanalküste das britische Expeditionskorps (British Expeditionary Force) von seinen Versorgungslinien abzuschneiden, nicht verwirklicht werden. Die Auseinandersetzung wird zu den vier Flandernschlachten gezählt.

## Vorgeschichte

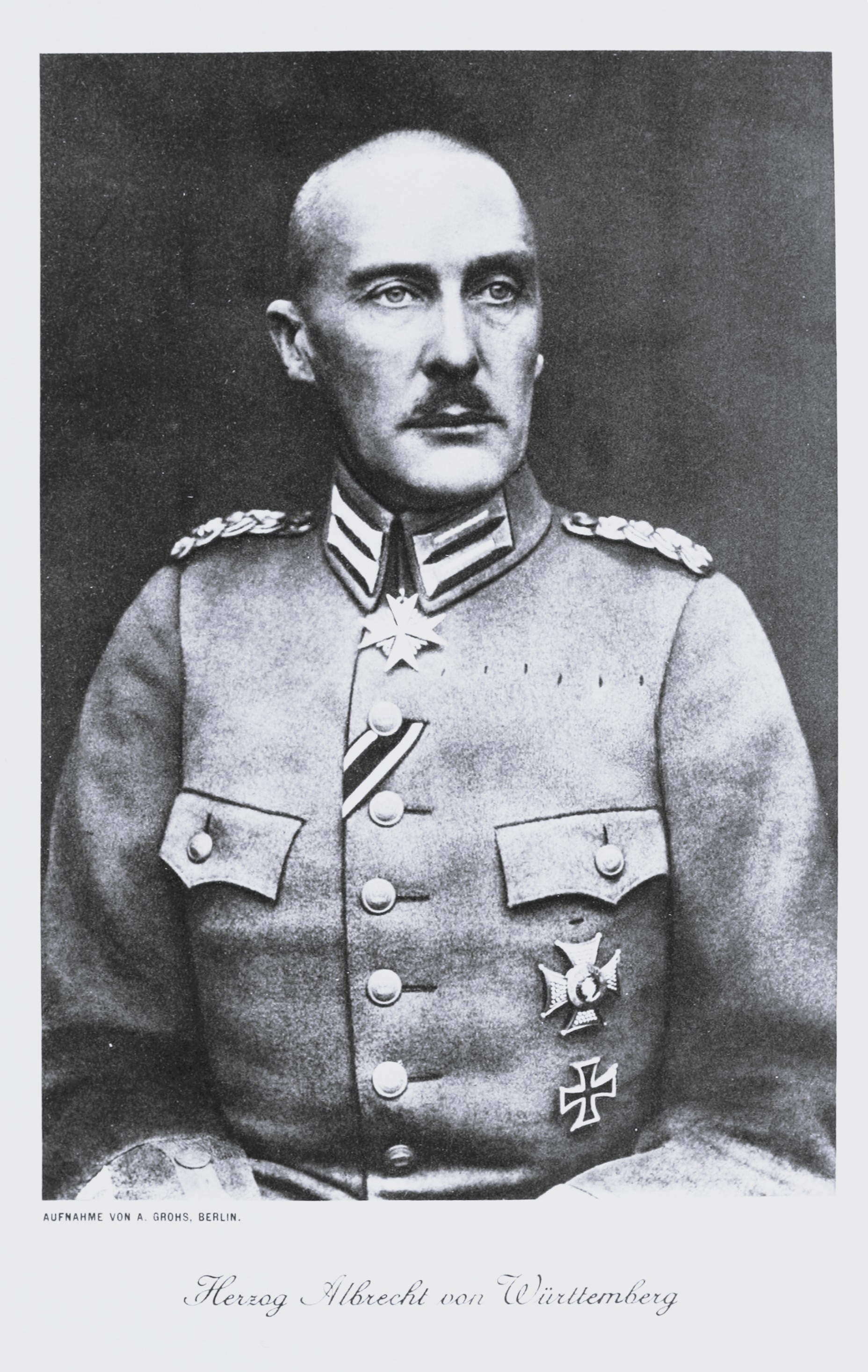
Herzog Albrecht von Württemberg

Der deutsche Schlieffenplan mit dem Ziel, in einem raschen Stoß Paris zu nehmen und damit den Krieg zu beenden, war am 9. September mit dem deutschen Rückzug an die Aisne in der Marneschlacht gescheitert. Der folgende Wettlauf zum Meer, bei dem sich die Gegner gegenseitig die Nordflanke abzugewinnen suchten, war unentschieden ausgegangen. Im Zuge dieses „Wettlaufs“ hatte das deutsche III. Reserve-Korps unter General von Beseler die Festung Antwerpen eingenommen und verfolgte die Belgier bis zur Yser. Am 10. und 11. Oktober 1914 begann auf deutscher Seite der Antransport von vier neu aufgestellten Reservekorps über Brüssel nach Flandern.

General Erich von Falkenhayn, Chef der deutschen Heeresleitung, entschloss sich, zwischen Nieuwpoort im Norden und Ypern im Süden mit fünf Korps nebeneinander anzugreifen. Mitte Oktober erhielt die deutsche 4. Armee unter Generaloberst Albrecht Herzog von Württemberg (Stabschef: Generalmajor Emil Ilse) den Auftrag, mit dem neu unterstellten III. Reserve-Korps und seinen vier eigenen Korps (insgesamt elf Divisionen) am rechten Flügel des deutschen Heeres über Nieuwpoort auf Dünkirchen und Calais, die Nachschubhäfen der britischen Truppen, vorzustoßen, diese Städte zu erobern, um danach, weiter der Kanalküste folgend, nach Süden in Richtung Somme umzuschwenken.

### Einleitungsschlacht an der Yser
Das nach der Eroberung der Festung Antwerpen freigewordene III. Reserve-Korps hatte die Aufgabe, den weichenden Belgiern zu folgen und vom südlicheren Aufmarsch der 4. Armee abzulenken. Das Korps war der 4. Armee als nördlicher Flügel unterstellt und schob sich zwischen dem XXII. Reserve-Korps entlang der Frontlücke an der Yser bis zum Meer in die neue Front ein. Am 17. Oktober drängte die an der Küste eingesetzte 4. Ersatz-Division die belgische 2. Division von Westende auf Lombardsijde zurück. Für den Angriff am 18. Oktober hatte General von Beseler die 4. Ersatz-Division über Middelkerke auf Nieuwpoort und die 5. Reserve-Division auf Mannekensvere angesetzt. Die bisher im Angriff auf Dixmuide gescheiterte 6. Reserve-Division wurde nach Schoore und Keyem umgruppiert und sollte dort den Yser-Übergang erzwingen. Am 18. und 19. Oktober griff die Royal Navy wirksam in die Kämpfe bei Westende ein und begann mit dem Beschuss der auf Nieuwpoort vorrückenden deutschen Ersatzdivision, deren Ziel – die Einnahme des Straßenknotens von Furnes – scheiterte. Dennoch wurde der geplante Durchbruch auf Dünkirchen auch die folgenden Tage weiter angestrebt.

## Beidseitiger Aufmarsch

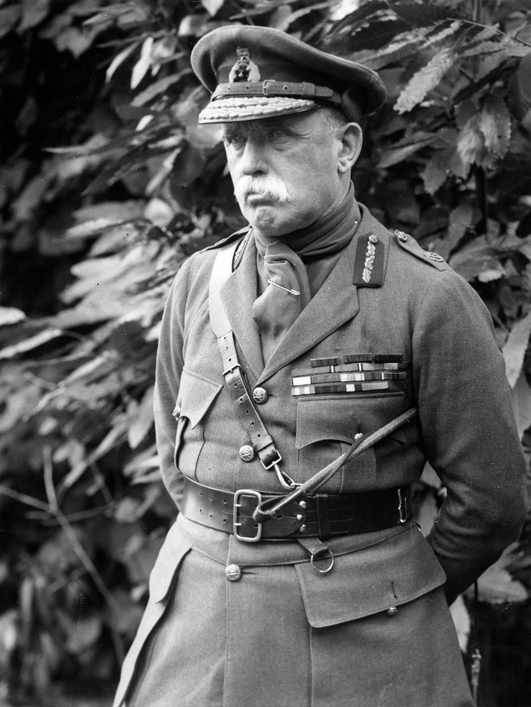
Feldmarschall John French

An der Yser und bei Ypern befand sich nach dem Abschluss der Operationen im Artois noch frei manövrierbares Gelände. Um diese Frontlücke zu schließen, ließ der alliierte Oberbefehlshaber am Nordabschnitt, General Ferdinand Foch, die neu aufgestellte französische Armee-Abteilung Détachement d’armée de Belgique unter General Victor d’Urbal aufmarschieren. Zwischen Dixmuiden und Ypern marschierten das 2. Kavalleriekorps de Mitry, das XXXII. (General Humbert) und XVI. Korps (General Taverna, ab 16. November Grossetti), zusammen 7 Infanterie- und 2 Kavalleriedivisionen auf. Die bei Dixmuide bedrängten Belgier wurden zuerst mit der über Dünkirchen zugeführten französischen Marinebrigade unter Admiral Ronarc'h verstärkt. Die bisher in diesem Raum sichernde Gruppe des Generals Bidon (87. und 89. Territorial-Division) wurde als zu wenig kampfkräftig aus der vorderen Linie genommen und als Reserve dahinter versammelt. Die belgische Feldarmee (sechs Divisionen unter General Wielemans) wurde am nördlichen Yserabschnitt mit der französischen 42. Division unter General Grossetti verstärkt. Die Hauptanstrengungen der Alliierten richteten sich aber auf den neu gebildeten Frontbogen um Ypern, den sie rechtzeitig besetzen und vor einem deutschen Zugriff sichern konnten.

Bis zum 19. Oktober 1914 hatte das aus dem Raum Soissons herangeführte Gros des britischen Expeditionskorps unter Feldmarschall John French seine neuen Positionen im Raum Ypern eingenommen. Den Raum östlich und südöstlich von Ypern an der Linie Zonnebeke über Gheluvelt bis Zillebeke sicherten notdürftig das französische IX. Korps (General Dubois) und das neu gebildete britische IV. Korps (General Rawlinson mit der 3. Kavallerie- und 7. Division). Über die Bahnlinie von Cassel traf das I. Korps (1. und 2. Division) unter General Douglas Haig bei Ypern ein, südlich davon marschierte das III. Korps (General Pulteney mit 4. und 6. Division) beidseitig von Armentières auf. Östlich von Béthune rang das II. Korps (General Smith-Dorrien mit 3. und 5. Division) seit 10. Oktober im Raum La Bassée um eine neue Frontlinie. Am Abend des 18. Oktober ging die 7. Division unter Generalmajor Capper vor und sicherte Menin, den rechten Flügel des IV. Korps hatte die 3. Kavallerie-Division unter General Byng zu decken, welche den Anschluss an das bei Messines konzentrierte Kavalleriekorps unter General Allenby herstellte.
Das französische 2. Kavalleriekorps unter General Conneau sicherte im Anschluss den Raum bei Fromelles. Erst am Höhepunkt der Schlacht von La Bassée wurde dieses ab 25. Oktober durch die ersten an der Front erscheinenden indischen Soldaten freigemacht. Die zuerst ankommende Lahore-Division wurde mit der später eintreffenden Meerut-Division zum indischen Korps unter General Willcocks zusammengefasst und als Ablösung des II. Korps am Abschnitt Givenchy-Festubert-Neuve-Chapelle eingeschoben. Der Angriff der deutschen 4. Armee sollte anfangs durch den linken Nachbarn, die 6. Armee unterstützt werden. Kronprinz Rupprecht von Bayern sollte gleichzeitig mit seinem nördlichen Flügel aus dem Raum Lille nach Norden, d. h. in den Rücken der alliierten Truppen vorstoßen. Die deutsche 4. Armee bestand nur aus Reservetruppen, die nicht die volle Ausbildungshöhe und den Ausrüstungsstand aktiver Einheiten hatten und denen zudem noch britische Berufssoldaten gegenüberstanden. Durch den Plan der Armee waren alle Kräfte festgelegt, sie hatte also keine Tiefengliederung und trat auch ohne nennenswerte Artillerieunterstützung zum Angriff an, der somit von Anfang an unter erheblichen, zum Teil selbst verursachten Schwierigkeiten litt.

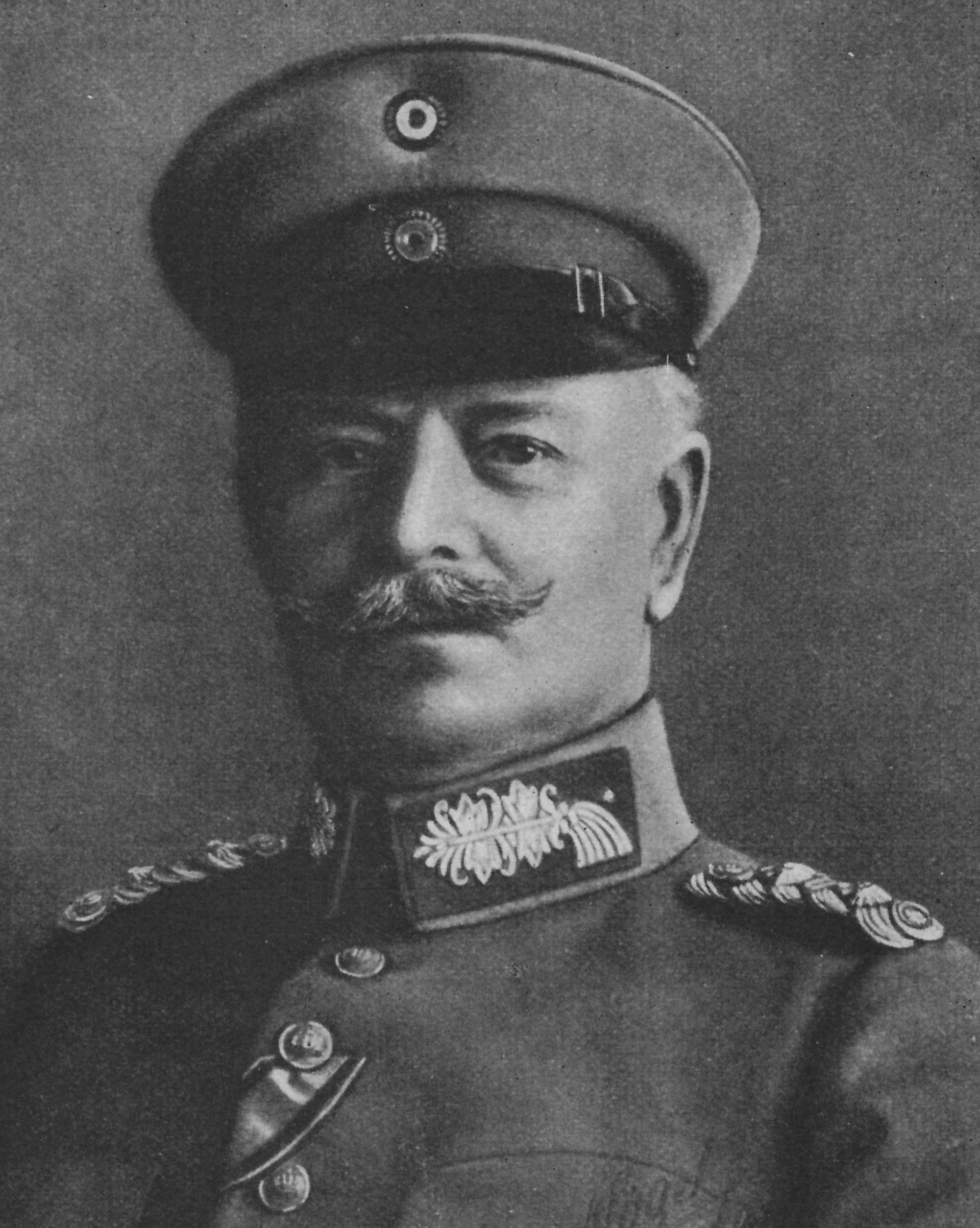
General der Infanterie Otto von Hügel

Zugewiesene Stoßrichtungen der deutschen 4. Armee waren:
- III. Reserve-Korps unter General der Infanterie Hans von Beseler mit 4. Ersatz-Division sowie 5. und 6. Reserve-Division im Norden auf Nieuwpoort
- XXII. Reserve-Korps unter General der Kavallerie Eugen von Falkenhayn mit der 43. und 44. Reserve-Division auf Dixmuiden
- XXIII. Reserve-Korps unter General der Kavallerie Georg von Kleist mit der 45. und 46. Reserve-Division auf Bikschote (heute ein Teil von Langemark-Poelkapelle)
- XXVI. Reserve-Korps unter General der Infanterie Otto von Hügel mit der 51. und 52. Reserve-Division auf Langemark (heute ein Teil von Langemark-Poelkapelle)
- XXVII. Reserve-Korps unter General der Infanterie Adolph von Carlowitz mit der 53. und 54. Reserve-Division auf Beselare (heute ein Teil von Zonnebeke)

## Erste Phase 20. bis 30. Oktober 1914

### Der Gesamtangriff am 20. Oktober 1914

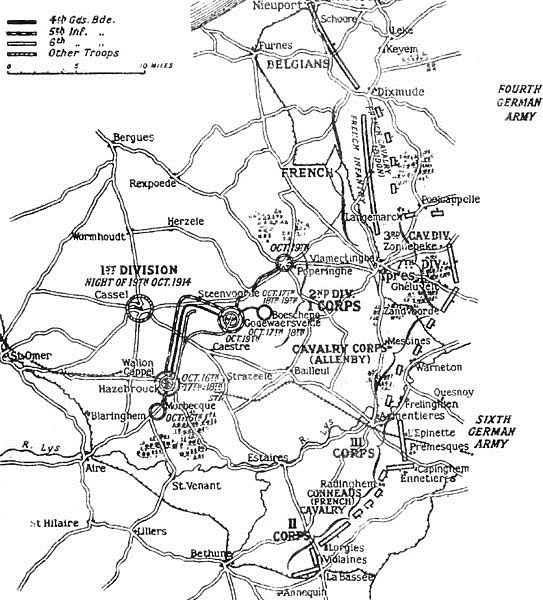
Truppenpositionen in Flandern am 19. Oktober 1914

Das Oberkommando der 4. Armee hatte sein neues Hauptquartier nach Tielt vorgezogen und bestimmte trotz des Misserfolges beim III. Reservekorps den 20. Oktober für den allgemeinen Angriff. Der linke Flügel des III. Reservekorps sollte nochmals versuchen bei Keyem über die Yser zu kommen. Das XXII. Reservekorps (Falkenhayn) eröffnete von Norden und Süden seine Angriffe auf Dixmuide, das durch die französische Brigade Ronarch bereits erheblich verstärkt worden war. Die 44. Reserve-Division von General Dorrer lief bei Vaerst und am Vladsloo-Kanal sofort fest, die 43. Reserve-Division drang zumindest auf die Linie Eessen-Kasteel vor. Gegen 9.00 Uhr morgens folgte dann der Hauptangriff der drei übrigen Korps an der Linie Staden – Ledeghem – Houthulster Wald – Poelkapelle – Gheluwelt. Im Norden war das XXIII. (Kleist), in der Mitte das XXVI. (Hügel) und im Süden das XXVII. Reservekorps (Carlowitz) mit 6 Divisionen gegen den vom französischen Korps de Mitry und dem britischen I. und IV. Korps gehaltenen Ypern-Abschnitt angesetzt. Die 45. Reserve-Division geriet beim Angriff in Richtung auf Noordschoote – Bixschoote am Nordrand des Houthulster Waldes auf die unüberwindlichen Stellungen der Franzosen.
Die über Staden vorrückende 46. Reserve-Division steckte am Ostrand des Waldes zwischen Tolphoek und Vyswege gegenüber Truppenteilen des französischen IX. Korps fest. Der 51. Reserve-Division gelang die Einnahme des Dorfes Poelkapelle; sie scheiterte aber am Widerstand der britischen 1. Division unter General Lomax am weiteren Vorgehen auf Langemarck. Die 52. Reserve-Division unter General Waldorf drängte über Passendale angreifend die britische 2. Division unter General Monro auf die Linie Broodseinde – Zonnebeke zurück. Im Süden kam die 53. und 54. Reserve-Division im Kampf mit der britischen 7. Division (Capper) nicht über die Linie Oesthoek-Becelaere hinaus. Der rechte Flügel der 6. Armee hatte mit dem Höheren Kavallerie-Kommando unter General von Hollen (3.,6. und 9. Kavallerie-Division) zu unterstützen, traf aber auf die kampfkräftige britische 3. Kavallerie-Division unter General Byng. Der Angriff der deutschen Kavallerie in Richtung Messines zu beiden Seiten des Douve-Baches kam bis zum Nachmittag nur wenig über Warneton hinaus, dann blieb der Angriff im stärker werdenden Artilleriefeuer Allenbys liegen.

### III.Reserve-Korps – Die Schlacht an der Yser

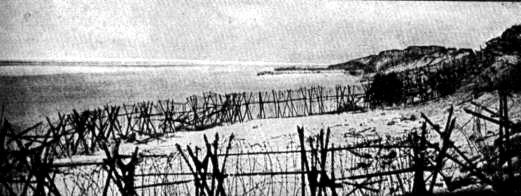
Stellungen am Strand bei Nieuwpoort

General von Beseler hatte seine neuerlichen Bereitstellungen abgeschlossen, und am 21. Oktober erfolgte der Angriff mit der 5. und 6. Reserve-Infanterie-Division sowie der 4. Ersatz-Division. Es gelang den Verbänden, an verschiedenen Stellen den Yser-Kanal zu erreichen; dieser konnte jedoch nirgends überschritten werden. Die Verteidigung an der Yser leisteten Truppen der belgischen 2. und 4. Division unter den Generälen Émile Dossin und Augustin Michel. Für den 22. Oktober war von der deutschen Heeresleitung geplant, die Frontschleife parallel zum Yser-Kanal zwischen Tervaete und Schoorbakke einzudrücken, den Yser-Kanal zu überqueren und den Durchbruch anschließend nach links und rechts zu erweitern. Im Laufe des Tages gelang es der 6. Reserve-Division, den Kanal an einer Stelle zu überschreiten und einen Brückenkopf zu bilden, der auch gehalten werden konnte. Da die 4. Ersatz-Division in den Dünen ununterbrochen dem Feuer britischer Schiffsartillerie ausgesetzt und hier stark exponiert war, wurde die Division um eine Brigade reduziert und diese (9. Ersatz-Brigade) hinter der 5. Reserve-Division aufgestellt. Am 23. Oktober sollte die 5. Reserve-Division ebenfalls den Übergang über den Yser-Kanal erzwingen, drang auch an verschiedenen Stellen bis an das Kanalufer vor, musste das Vorhaben dann jedoch erfolglos aufgeben. Der Brückenkopf der 6. Reserve-Division lief Gefahr, eingedrückt zu werden.

In der Nacht zum 24. Oktober gelang es dann Pionieren, etwa 800 Meter nordöstlich Tervaete eine Pontonbrücke über den Kanal zu errichten, über die der Brückenkopf verstärkt werden konnte. Auch die 5. Reserve-Division hatte inzwischen an drei Stellen den Kanal überschritten. Bei der 6. Reserve-Division gelang es, den Brückenkopf auszuweiten und gegen Mittag den Weiler Schoorbakke einzunehmen. Der Yser-Kanal war auf einer Länge von acht Kilometern überquert worden. Die Armeeführung hatte inzwischen erkannt, dass im Bereich der vier Korps (XXII., XXIII., XXVI. und XXVII.) vorerst keine Erfolge zu erzielen waren, und konzentrierte sich ganz auf den Bereich des III. Reserve-Korps. Bis zum Abend des 25. Oktober konnten die 5. und 6. Reserve-Division gegen erbitterten Widerstand einige Geländegewinne in Richtung Pervyse und Ramskapelle erzielen. Um das Schlüsselgelände um Pervyse einzunehmen, wurde für den 26. Oktober um 10.00 Uhr ein erneuter Angriff befohlen. Die 6. Reserve-Division sollte am 26. Oktober nach Pervyse eindringen und dadurch den links davon stehenden Gegner der 44. Reserve-Division in der Flanke fassen, um den Druck von der 44. Reserve-Division zu nehmen.
Die 5. Reserve-Division, verstärkt durch die 9. Ersatz-Brigade, schwenkte nach rechts in Richtung Nieuwpoort. Dieser Angriff sollte durch die beiden Brigaden der 4. Ersatz-Division unterstützt werden, indem die Division feindliche Kräfte vor Nieuwpoort band. Um 15.00 Uhr erreichten die Spitzen der 5. Reserve-Division den Bahndamm bei Ramskapelle. Die 6. Reserve-Division hatte immer noch keinen Erfolg vor Persvyse, woraufhin das Korpskommando einen erneuten Angriff befahl. Die 4. Ersatz-Division unter General von Werder ging inzwischen an der Küste entlang gegen Nieuwpoort vor, konnte jedoch über die Seeschleusenanlage hinaus nicht weiter vordringen. Wiederholte Angriffe der Verbände des III. Reserve-Korps blieben am 27., 28. und 29. Oktober ohne messbares Ergebnis. Das Generalkommando des III. Reservekorps befahl am 29. Oktober, dass das Angriffsziel unter allen Umständen bis zum nächsten Tag zu erreichen sei, was in der Nacht vom 29. zum 30. Oktober wieder schwere Kämpfe der beiden Divisionen und der links angeschlossenen 44. Reserve-Division zur Folge hatte.
Inzwischen hatten die Belgier begonnen, mit Hilfe der Seeschleusen von Nieuwpoort den Grundwasserspiegel in dem umkämpften Gebiet zu heben. Sie öffneten dazu die Schleusentore bei Flut und schlossen sie bei Ebbe, um das Wasser im Land zu halten (die angebliche Sprengung der Schleusentore ist eine Legende. Sie wäre technisch gesehen sowieso zwecklos gewesen, weil das eingedrungene Wasser nach dem Prinzip von Ebbe und Flut immer wieder abgelaufen wäre). Trotz des immer höher steigenden Wasserspiegels gelang es der 5. und 6. Reserve-Division noch, bis nach Pervyse und Ramskapelle vorzudringen. Danach machte das Wasser ein weiteres Vorgehen unmöglich. Am 31. Oktober erging um 1.00 Uhr der Befehl des Korpskommandos zum Rückzug. Der Kampf in diesem Abschnitt war zu Ende. Die deutschen Verbände mussten sich nach der Beendigung der Schlacht wieder hinter die Yser zurückziehen. Franzosen und Belgier hielten die Linie Nieuwpoort–Dixmuide–Houthoulster Wald–Langemark–Beselare, die deutschen Linien lagen ihnen gegenüber. Die Verbände des III. Reserve-Korps fanden sich im Großen und Ganzen in ihren Ausgangsstellungen vom 21. Oktober wieder. Es erhielt den Befehl, sich für die zweite Angriffsphase als Reserve bei Langemark und Bixschoote im Rücken des XXIII. und XXVI. Reserve-Korps aufzustellen.

### XXII.Reserve-Korps – Kämpfe um Dixmuide

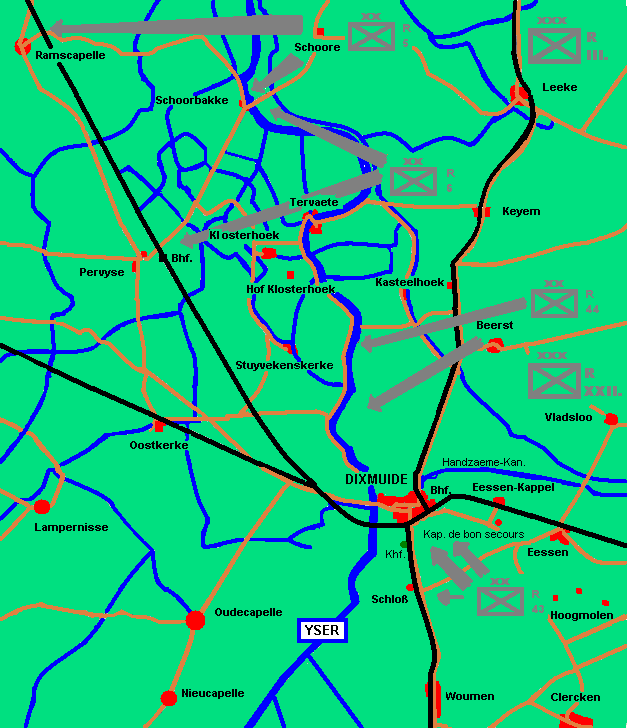
Gefechtsfeld vor Dixmuide

Das XXII. Reserve-Korps hatte mit seiner 43. und 44. Reserve-Division den Auftrag erhalten, am 20. Oktober südlich des III. Reserve-Korps zusammen mit diesem bei Dixmuide den Übergang über die Yser zu erzwingen. Der Hauptstoß war auf Dixmuide gerichtet und sollte von der 43. Reserve-Division durchgeführt werden. Die Verteidigung von Dixmuide wurde vom belgischen Oberst Jacques geleitet, der nach dem Krieg als Baron Jacques de Dixmude geadelt wurde. Unter seinem Kommando standen 5000 Belgier (11. und 12. Linienregiment) unter Oberst Jean-Baptiste Meiser und 6000 Füsiliere der französische Marine-Brigade von Admiral Pierre Alexis Ronarc'h. Die 43. Reserve-Division (Generalleutnant Otto von Hoffmann) rückte mit den Reserve-Infanterie-Regimentern 201, 202, 203 und dem Reserve-Jäger-Bataillon 15 am Abend bis in das Dorf Eessen vor, das an der Bahnlinie Ypern–Dixmuide–Cortemark etwa zwei Kilometer ostwärts von Dixmuide liegt. Hier kam es zu einem bis heute ungeklärten Zwischenfall: Nach Einbruch der Dunkelheit brach plötzlich ein lebhaftes Feuergefecht aus, ohne dass man wusste, wer es ausgelöst hatte und wer auf wen schoss. Dadurch brannte die Kirche von Eessen nieder, und die belgischen Truppen unternahmen aus Dixmuide einen Angriff, der jedoch abgewehrt werden konnte.

Infolge mangelhafter Aufklärung erkannte man erst am Morgen des 21. Oktober, dass die belgische Armee die Stadt Dixmuide stark befestigt und als Stützpunkt ausgebaut hatte. Trotzdem wurde die 43. Reserve-Division von Osten und Süden auf die Stadt selbst, ferner die 44. Reserve-Division (Generalleutnant Eugen von Dorrer) nördlich Dixmuide über die Straße nach Berst und Keynem auf die große Yserschleife angesetzt. Um 10.00 Uhr begannen zwei Regimenter der 43. Reserve-Division über eine etwa zwei Kilometer tiefe, deckungsarme Fläche den Angriff, der durch Hecken und Wasserläufe ungewöhnlich erschwert wurde. Die Verbindung der Truppenteile untereinander riss ab, Angriffskolonnen gerieten in starkes Maschinengewehrfeuer und mussten umkehren. Dies führte zu weiterer Verwirrung bei denen, die nur das Gewehrfeuer hören, aber nichts sehen konnten. Trotz dieser Schwierigkeiten gelang es Teilen der Division, bis zum südlichen Stadtrand von Dixmuide beim Dorf Woumen vorzudringen und den dort verlaufenden Bahndamm besetzt zu halten. Um 14.00 Uhr griffen Infanterie und Jäger der 43. Reserve-Division Dixmuide erneut von Osten an, konnten aber kaum in die stark verschanzte Stadt eindringen, sodass sie am Abend zurückgenommen werden mussten. Ein gegen 19.00 Uhr angesetzter Nachtangriff kam nur bis zum Bahndamm am südöstlichen Stadtrand und endete gegen 22.00 Uhr in einer regelrechten Flucht, die erst nach drei Kilometern bei Hoogmolen zum Stehen gebracht werden konnte.

Im Norden von Dixmuide war indessen die 44. Reserve-Division über den Bahndamm hinaus bis kurz vor den Yserkanal vorgestoßen. Der Angriffsplan für den 23. Oktober sah ein Vorgehen der 44. Reserve-Division über die Yser und eine Unterstützung der 6. Reserve-Division vom III. Reserve-Korps vor, danach sollte die Division in einem Linksschwenk Dixmuide vom Rücken her angreifen. Die 43. Reserve-Division sollte wiederum die Stadt von Osten und Süden angreifen. Die 44. Reserve-Division überschritt mit ihrem rechten Flügel den Yser-Kanal und kämpfte sich mit der 6. Reserve-Division weiter vor, während der linke Flügel der Division von Norden her Angriffe auf die Stadt unternahm. Am Abend waren alle Angriffe der 43. Reserve-Division gescheitert, und die Regimenter fanden sich in ihren Ausgangsstellungen wieder. Das Generalkommando befahl für den 25. Oktober erneut die Einnahme der Stadt Dixmuide durch die 43. Reserve-Division. Der Angriff erfolgte ab 13.00 Uhr und wurde durch die inzwischen verstärkte Artillerie eingeleitet, musste jedoch um 18.00 Uhr unter großen Verlusten erfolglos abgebrochen werden.
Um 19.00 Uhr kam es zu einem erneuten Angriff, bei dem die vordersten deutschen Truppenteile (3. und 4. Kompanie Reserve-Infanterie-Regiment 201) im ersten Anlauf bis auf den Marktplatz der Stadt vordrangen, wo sie jedoch aufgerieben wurden. Eine zweite Welle (III. Bataillon des Reserve-Infanterie-Regiments 202) konnte sich bis zur Kanalbrücke des Handzaeme-Kanals vorkämpfen, war jedoch am Morgen unter großen Verlusten zum Rückzug gezwungen. Belgische Gegenangriffe gegen den Weiler Eessen-Kappel wurden zurückgeschlagen. Erneute Angriffe am 28. Oktober blieben erfolglos, weshalb das Oberkommando der 4. Armee am 29. Oktober die Einstellung der Angriffe befahl. Da die Verbände des Korps sich aus dem inzwischen unter Wasser gesetzten Gebiet zurückziehen mussten, standen sie am 1. November wieder in ihren Ausgangsstellungen vom 20. Oktober.

### XXIII.Reserve-Korps – Kämpfe bei Bixschoote-Nieucapelle
Das XXIII. Korps hatte sich mit der 46. Reserve-Infanterie-Division bei Hooglede und der 45. Reserve-Infanterie-Division bei Cortemark gesammelt, um von dort gegen die Linie Bixschote–Nieucapelle vorzugehen. In diesem Abschnitt verteidigten Verbände des französischen XXXII. Corps (General Humbert) mit der 87. Territorial-Division (General de Roy) und 38. Division (General Brulard) sowie das zu Fuß eingesetzte französische II. Kavalleriekorps (General de Mitry). Die deutsche 45. Reserve-Division griff am 21. Oktober in zwei Kolonnen nördlich des Houthulster Waldes in Richtung auf die Weiler St. Pieters und Nieuwe Stede an. Nach heftigem Widerstand gelang es den beiden Kolonnen, bis zum Nachmittag zur Straße Ypern–Dixmuide vorzudringen; sie konnten diese jedoch an keiner Stelle überschreiten. Teile der Division bogen nach rechts ab, um die Verbände der 43. Reserve-Division vor Dixmuide zu unterstützen, der Rest verfolgte die sich zurückziehenden Briten und wurde vor Merckem in schwere Kämpfe verwickelt.

Die 46. Reserve-Division versuchte vergeblich den ganzen Morgen hindurch das Dorf Bixschoote einzunehmen, wurde dabei aber unter erheblichen Verlusten immer wieder zurückgeworfen. Erst mit Unterstützung der Korpsreserve, dem Reserve-Infanterie-Regiment 211, gelang es um 17.30 Uhr, in Bixschoote einzudringen und sogar noch ein Stück darüber hinaus in Richtung Steenstraate vorzugehen. Durch Missverständnisse und unklare Befehlsführung zogen sich die deutschen Truppen bei Anbruch der Dunkelheit aus Bixschoote zurück. Noch in der Nacht wurde das Dorf von den Briten wieder besetzt. Am gleichen Abend teilt das Korpskommando mit, dass am nächsten Tag schwere Kämpfe zu erwarten seien und das Korps die Linie Noordschoote–Bixschoote unbedingt zu durchbrechen habe. Nach tagelangen erfolglosen Angriffen wurde am Abend des 24. Oktober befohlen, die erreichten Stellungen zu sichern und unter allen Umständen zu halten.

### XXVI.Reserve-Korps – Schlacht bei Langemark

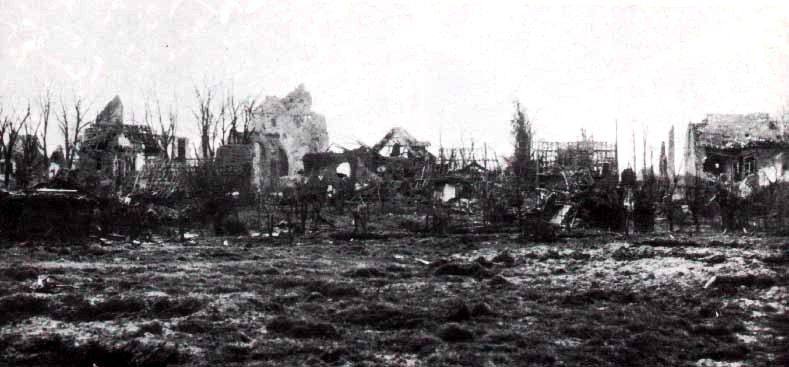
Langemark im Oktober 1914

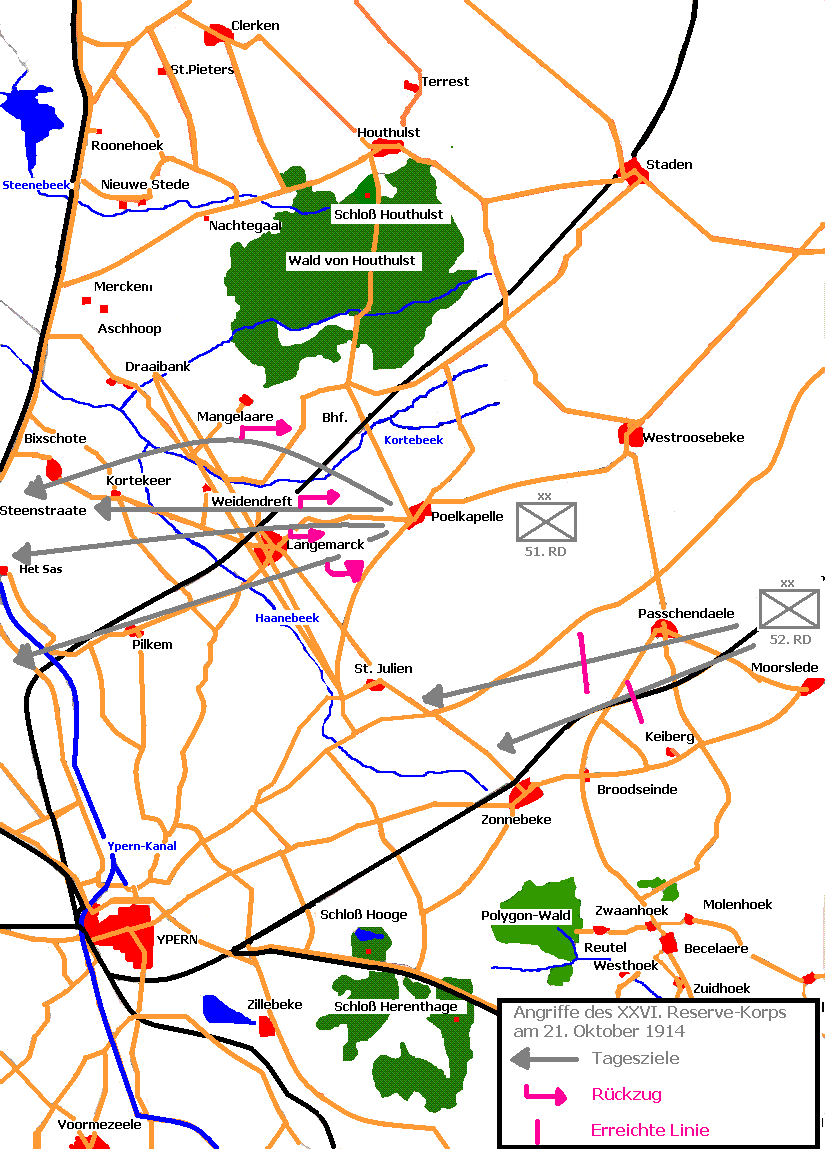
Angriffsfeld der 51. und 52. Reserve-Division am 21. Oktober

Das Korps sollte mit seinen beiden Divisionen am 20. Oktober ab 9.00 Uhr mit insgesamt sieben Kolonnen von Poelkapelle über das drei Kilometer entfernte Langemark hinaus in Richtung Steenstraat, Het Sas, Pilkem und Boezinge angreifen, wo bisher die britische 1. und 2. Division die Verteidigung führten. An Ypern sollte dabei rechts vorbei gegangen und die Stadt dem XXVII. Reserve-Korps überlassen werden. Die 51. Reserve-Division erreichte gegen starkes Infanteriefeuer mit dem linken Flügel Langemark und mit ihrem rechten Flügel den Weiler Mangelaare, musste jedoch wegen unzureichender Artillerieunterstützung mit schweren Verlusten wieder in ihre Ausgangsstellungen zurückkehren. Die 52. Reserve-Division hatte mit zwei Kolonnen von Moorslede aus als Angriffsziel die Straße von Langemark nach Zonnebeke zu nehmen. Der Angriff der Nordkolonne blieb nach einem Geländegewinn von etwa zwei Kilometern an der Straße Mosselmark–Fortuin stecken. Die Südkolonne konnte so gut wie keine Geländegewinne erzielen; die Verbände blieben etwa 800 Meter vor Broodseinde im starken Schrapnellfeuer liegen.
Am 21. Oktober erhielten die Verbände des Korps den Befehl, sich auf den erreichten Linien einzugraben. Da Klappspaten noch nicht zur normalen Ausrüstung gehörten und großes Schanzzeug nicht am Ort verfügbar war, bereitete die Durchführung des Befehls große Schwierigkeiten. Am 22. Oktober entschied das Korpskommando, ein wiederholter Frontalangriff auf Langemark sei mit den zur Verfügung stehenden Kräften undurchführbar. Das Armeeoberkommando stimmte dem zu, hielt jedoch die Einnahme von Langemark für unverzichtbar, und schob die Verantwortung hierfür einem anderen Verband (XXIII. Reserve-Korps) zu. Nach tagelangen erfolglosen Angriffen erging am Abend des 24. Oktober der Befehl, die erreichten Stellungen zu sichern und unter allen Umständen zu halten. Ab diesen Zeitpunkt waren die Briten im Abschnitt Zonnebeke und Broodseinde durch das Einschieben des französischen IX. Corps (General Dubois) mit der 17. Division (General Pierre Amable Guignadaudet) und der 18. Division (General Justinien Marie Lefèvre) freigemacht und weiter südlich verschoben worden.

### XXVII.Reserve-Korps – Kämpfe bei Becelaere

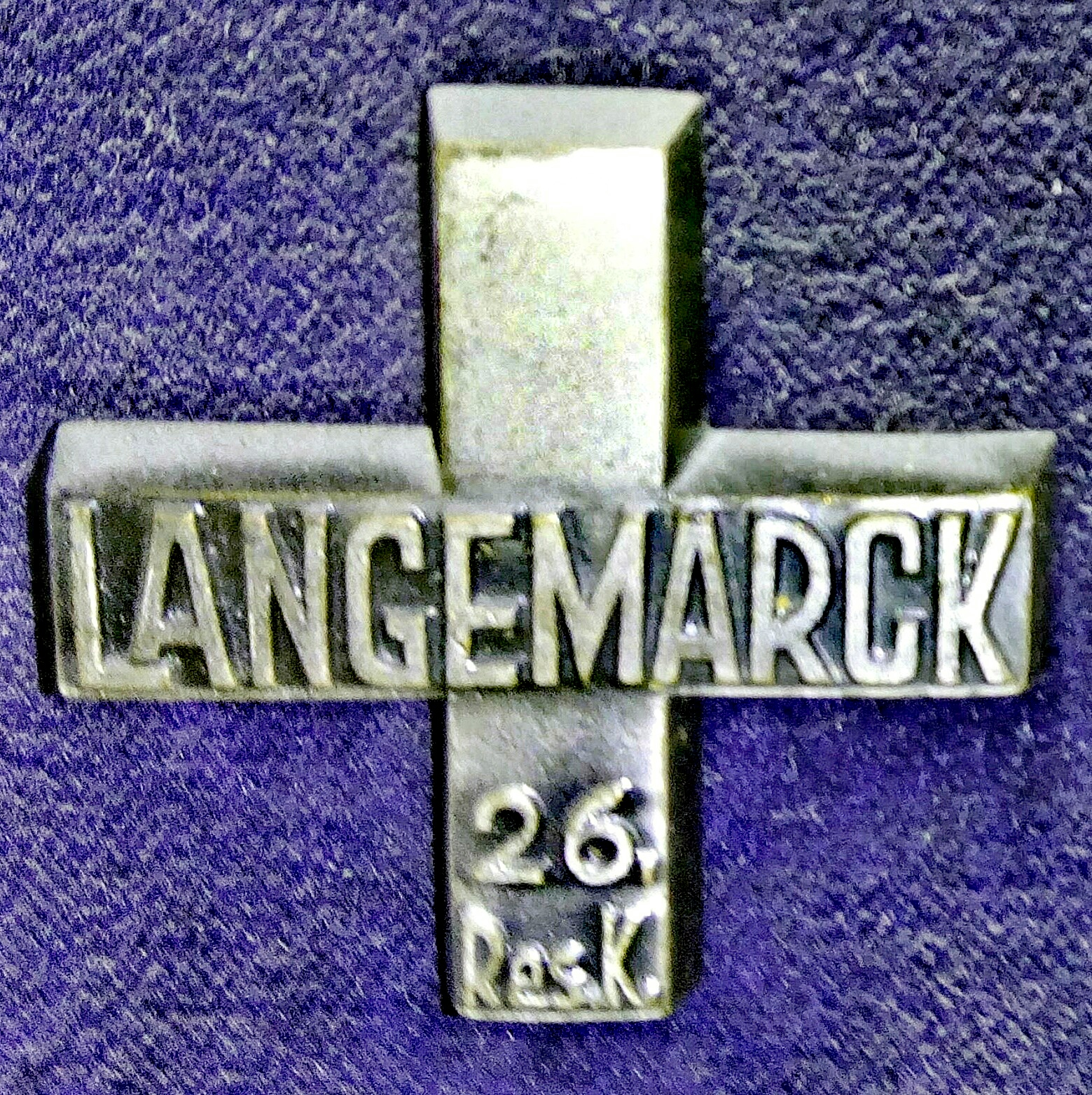
„Langemarck-Kreuz“ der Veteranenvereinigung des XXVI. Res. Korps, 1933

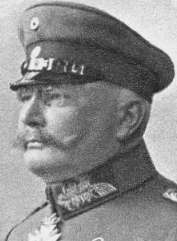
Adolph von Carlowitz, Kommandierender General des XXVII. Reserve-Korps

Am 20. Oktober morgens um 9.00 Uhr sollte die 54. Reserve-Division unter General von Schaefer, die sich im Raum westlich von Courtrai gesammelt hatte, in zwei Kolonnen südwestlich über Moorseele gegen Gheluvelt und Wevelghem nach Menen vorstoßen. Nach dem Erreichen und Durchschreiten des Weilers Terhand blieben die Verbände der Division gegen 16.00 Uhr im starken Abwehrfeuer der Truppen der britischen 7. Division aus dem zehn Kilometer vor Ypern gelegenen Becelaere liegen. Nachdem Becaelere und die britischen Postierungen von deutscher Artillerie beschossen worden waren, konnte der Ort durch die Reserve-Infanterie-Regimenter 245 und 246 eingenommen werden. Ein Vordringen über den westlichen Ortsrand hinaus war jedoch zu diesem Zeitpunkt unmöglich. Die 53. Reserve-Division unter General von Watzdorf schob sich auf den Weiler Terhand zu und sollte mit Teilen zunächst die links davon bei Koelberg kämpfenden Truppen des 1. Bayerischen Reserve-Infanterie-Regiments unterstützen. Durch Unregelmäßigkeiten in der Befehls-übermittlung fand sich das Regiment 248 plötzlich mitten in die Kämpfe um Becelaere verstrickt. Insgesamt gelang es der Division jedoch, die erreichten Positionen zu halten und sich am Abend zwischen Bercelaere und Broodseinde einzugraben.
Die 54. Reserve-Division war am 21. Oktober nördlich der 53. Division bis an das Wäldchen Hollebusch vorgedrungen und im feindlichen Abwehrfeuer zunächst liegengeblieben. Nach unterstützendem Artilleriefeuer gingen Teile der Division um 16.00 Uhr gegen den Weiler Reutel vor, wurden jedoch augenblicklich durch britisches Maschinengewehrfeuer zum Stehen gebracht und zur Umkehr gezwungen. Insgesamt erging am Nachmittag des 21. Oktober in völliger Unkenntnis der Lage vom Generalkommando des XXVII. Reserve-Korps der Befehl, noch am gleichen Tag Ypern einzunehmen und bis Dickebusch vorzugehen. Trotz mehrfacher Versuche, über die erreichte Linie hinweg vorzustoßen, mussten die Angriffe nach schweren Verlusten eingestellt werden. Am 22. Oktober befahl das Generalkommando des XXVII. Reserve-Korps abermals den Angriff. Dazu musste die 53. Division von Terhand aus über den Reutelbeek (Reutelbach) gegen Vieux-Chien südlich von Becelaere angreifen. Dieser Angriff begann erst um 15.00 Uhr bei strömendem Regen und wurde bereits vor dem Erreichen des vorgegebenen Ziels abgeschlagen. Die demoralisierten Verbände zogen sich auf ihre Ausgangsstellungen zurück.
Am 24. Oktober erhielten die Verbände der Division den Befehl, den Weiler Reutel und den dahinter liegenden Polygon-Wald einzunehmen, um so dem insgesamt stockenden Angriff neuen Schwung zu verleihen. Um 7.00 Uhr begann der schulmäßige Angriff (jeweils zwei Bataillone eines Regiments in Kolonne, das dritte Bataillon als Reserve dahinter), der wiederum zu großen Verlusten führte. Nach dem Überwinden der ersten britischen Linie blieb der Angriff schließlich im Polygon-Wald stecken, die Angreifer zogen sich auf die zuvor eingenommenen britischen Gräben zurück. Das Reserve-Infanterie-Regiment 244 hatte an Verlusten 51 (von 57) Offiziere und 1.881 (von 2.629) Unteroffiziere und Mannschaften zu verzeichnen. Nach tagelangen erfolglosen Angriffen wurde am Abend des 24. Oktober befohlen, die erreichten Stellungen zu sichern und unbedingt zu halten. Als Ersatz wurden dem Korps einige Landwehr-Verbände zugewiesen.

### Frontlücke zwischen der 4.und der 6.Armee
In der etwa 30 Kilometer breiten Lücke zwischen dem linken Flügel der 4. Armee und dem rechten Flügel der um Arras, La Bassée und Armentieres stehenden 6. Armee befand sich bis zum 30. Oktober nur ein Schleier aus Kavallerie und einigen Jäger-Bataillonen unter dem Kommando des Generals der Kavallerie von der Marwitz. Aufgabe dieser Verbände war nicht der Angriff, sondern lediglich die Deckung der Frontlücke und Aufrechterhaltung der Verbindung zwischen der 4. und 6. Armee. Nach den immer stärker werdenden britischen und französischen Angriffen in diesem Bereich sah sich das Oberkommando gezwungen zu reagieren und setzte am 25. Oktober die bayerische sowie die 3. und 7. Kavallerie-Division, verstärkt durch die Jägerbataillone 4, 9 und 10, zum Angriff auf die Linie Kruiseik–Zandvoorde an. Am 26. Oktober konnte der Weiler Kruiseik genommen werden und bis zum 29. Oktober war es gelungen, bis vor Gheluvelt vorzudringen. Das Ende der ersten Phase der Schlacht brachte damit ein für die deutsche Seite unbefriedigendes Ergebnis.

## Zweite Phase 30. Oktober bis 3. November 1914

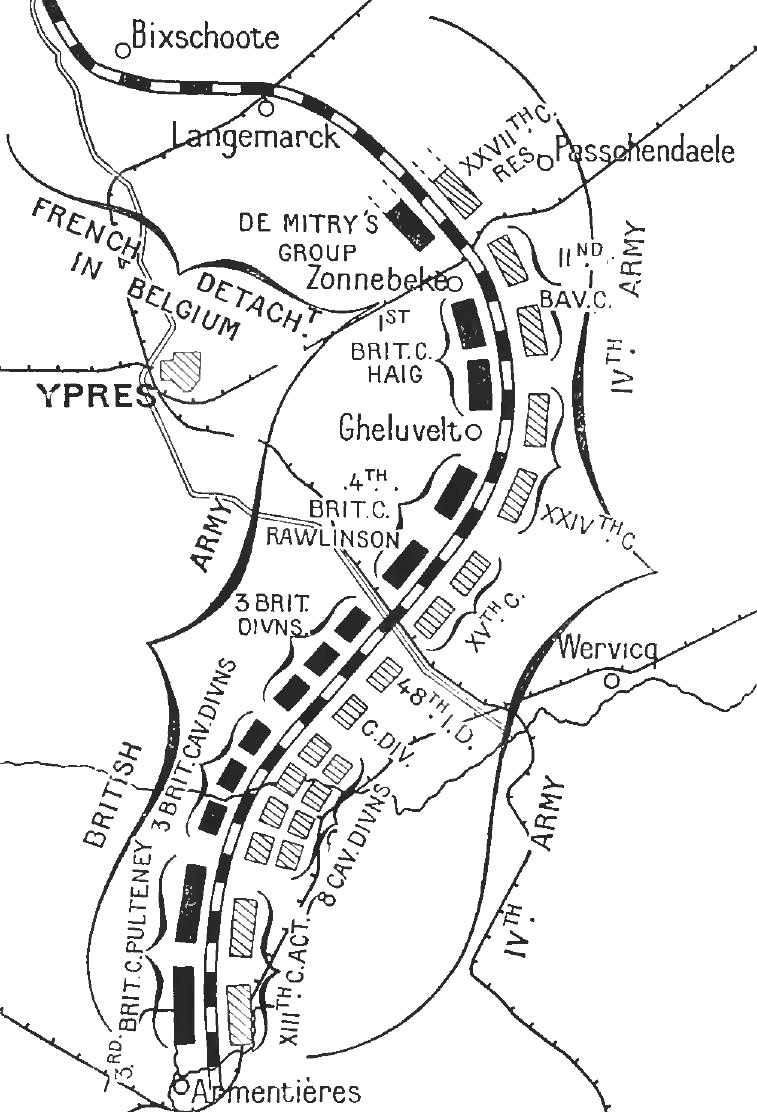
Gegnerische Kräfte November 1914

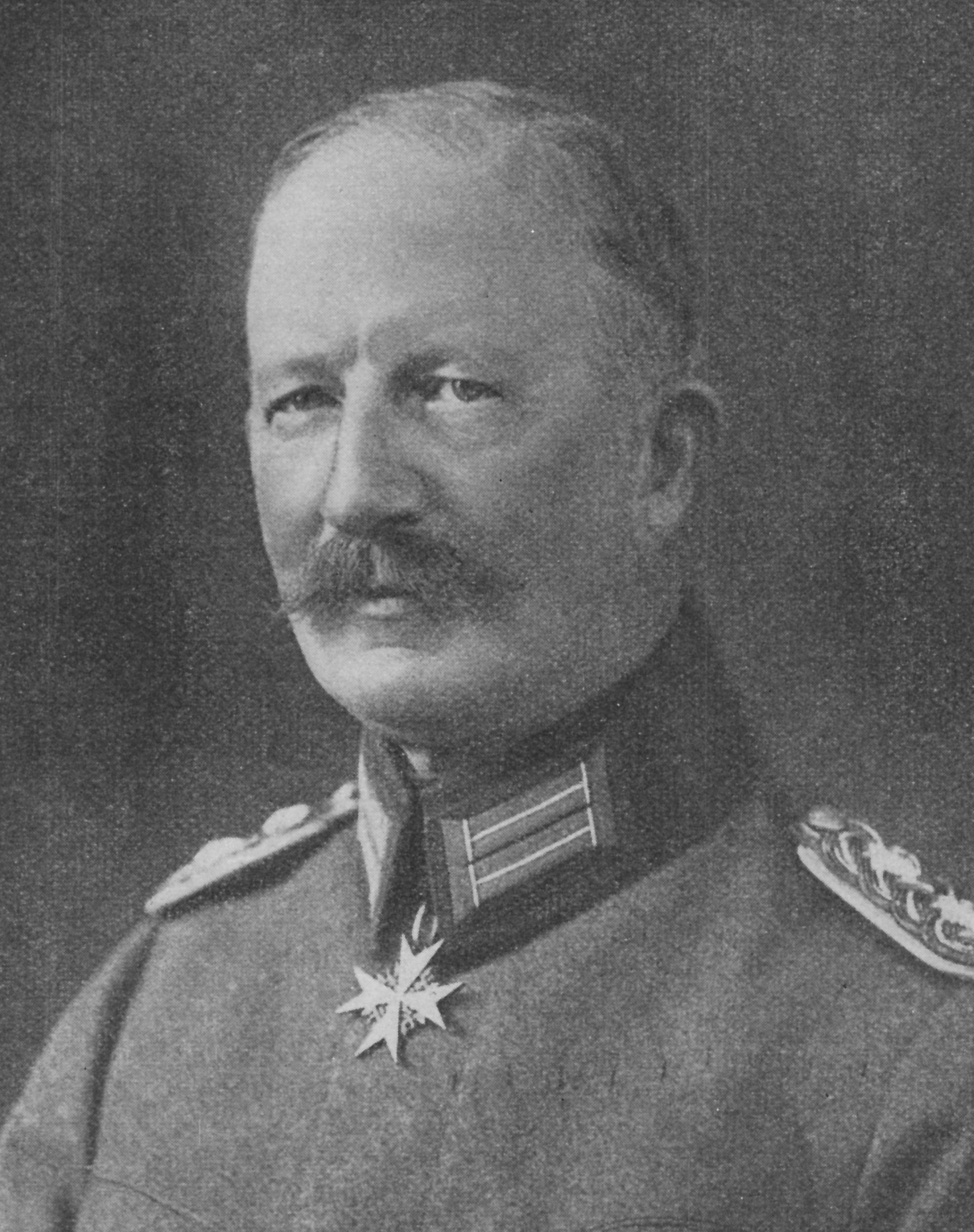
Max von Fabeck

### Bereitstellung der Gruppe Fabeck
Im Hauptquartier der 4. Armee war man inzwischen zu der Überzeugung gekommen, dass die gesteckten Ziele mit den vorhandenen Kräften östlich und nordöstlich von Ypern nicht erreicht werden konnten. Die vom XXIII. Reservekorps erreichten Erfolge (Vordringen bis nach Bixschote) sollten durch eine Zangenbewegung von Süden nach Nordwesten abgerundet und Ypern so eingekesselt werden. In der bisher vom Kavallerie-Korps von der Marwitz abgedeckten Frontlücke von Zandvoorde-Hollebeke-Oostaverne-Messines wurde eine neue Angriffsgruppe unter der Führung des Generalkommandos XIII und der Führung des General der Infanterie Max von Fabeck etabliert. Die Hauptkräfte dazu wurden von der 6. Armee bereitgestellt. Es handelte sich hierbei um das II. bayerische Armee-Korps (3. und 4. Königlich Bayerische Division) und das XV. Armee-Korps (30. und 3. Division) sowie die Königlich bayerische 6. Reserve-Division und die 26. Division (1. Königlich Württembergische). An schwerer Artillerie wurden der Gruppe 8 Batterien Mörser, 20 Bataillone schwerer Feldhaubitzen zu je 3 Batterien und ein 30,5-cm-Mörser zugeführt.

### Schlacht um Gheluvelt

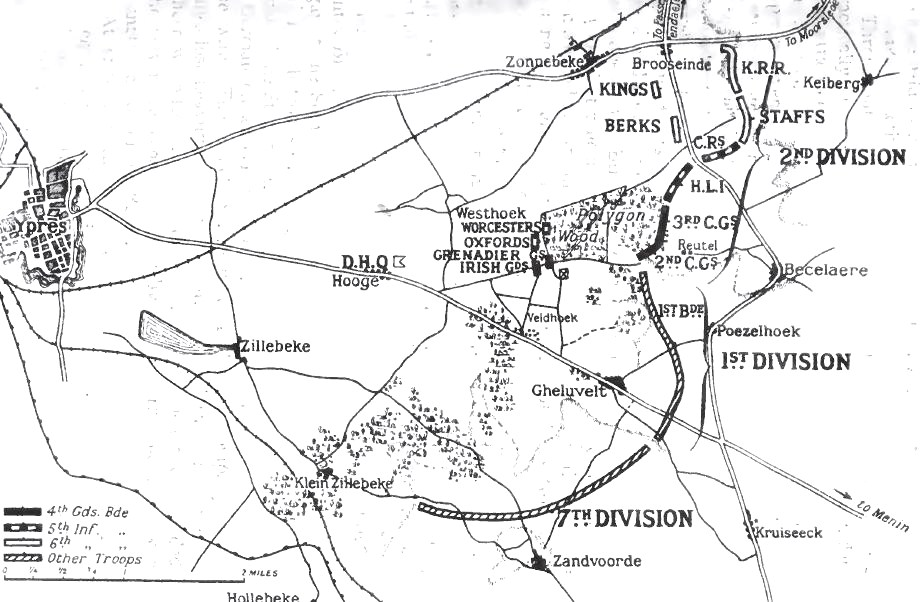
Schlacht um Gheluvelt, 30. Oktober 1914

Der Angriff der Gruppe Fabeck (zur Zersplitterung der feindlichen Kräfte hatten alle Verbände der 4. Armee nochmals zum Angriff anzutreten) begann im Bereich von Messines bis Gheluvelt. Dazu sollte auch noch der linke Flügel des XXVII. Reservekorps mit der 54. Reserve-Division eingebunden werden. Für den Angriff am 30. Oktober wurden den Verbänden folgende Gefechtsstreifen zugewiesen:
- XV. Armee-Korps (30. und 39. Division): Gheluvelt – Zandvoorde.
- II. bayerische Armeekorps (bayerische 3. und 4. Division): Zandvoorde – Wambeke,
- 26. Infanterie-Division: Wambeke – Messines,
- 4. Kavallerie- und Garde-Kavallerie-Division: Ploegsteert-Wald bis westlich Deulemont

Der rechte Flügel der Gruppe Fabeck sollte auf der Straße Ghevulet-Ypern vorstoßen, während der linke Flügel über Warneton nach Wulverghem angreifen sollte. Truppen der 39. Infanterie-Division (General der Infanterie Hugo von Kathen) gelang es, das Dorf Zandvoorde einzunehmen, Teile der 26. Infanterie-Division (Generalleutnant Wilhelm Karl von Urach) drangen in Wambeke ein und die 51. Infanterie-Brigade (Generalmajor Hermann von Stein) der Division konnte bis kurz vor Messines vordringen. Das im Bereich des XXVII. Reservekorps liegende Dorf Gheluvelt konnte zunächst nicht eingenommen werden. Brigadegeneral FitzClarence, Kommandeur der 1. Garde-Brigade sammelte die letzten Reserven des 2. Worcester-Regiments, um das verlorene Schloss Gheluvelt östlich des Dorfes zurückzuerobern. In Kombination mit einem Gegenangriff der 7. Division konnten die Worcesters die britische Linie wieder stabilisieren. Am 31. Oktober erfolgte ein neuer gleichzeitiger Angriff der 54. Reserve-Division und der 30. Infanterie-Division auf Gheluvelt, der gegen 15:00 Uhr erfolgreich abgeschlossen werden konnte. Die britische 7. Division unter General Capper hatte die Hauptlast der Verteidigung getragen, welche am rechten Flügel durch eine französische Brigade unter General de Moussy und die zwischen St. Eloi und Hollebeke eingeschobene 32. Division (General Woillemont) verstärkt wurde.

### Kämpfe bei Wytschaete und Messines
Am 30. Oktober kämpfte das II. (bayerische) Armee-Korps und die 6. (bayerische) Reserve-Division mit dem britischen Kavalleriekorps und dem III. Corps um den Höhenzug Wytschaete–Messines am Wytschaete-Bogen. Der Kampf setzte sich die ganze Nacht über fort; nach einem stundenlangen Häuserkampf konnte Wytschaete (Wijtschate) am 31. Oktober morgens gegen 05:00 Uhr eingenommen, nach einem Gegenangriff des französischen XVI. Armee-Korps musste der Ort und der Höhenrücken jedoch wieder aufgegeben werden. Am gleichen Morgen um 10:30 Uhr griff die 26. Infanterie-Division aus den Raum Warneton gegen Messines an und konnte das Dorf bis zum Ende des Tages zur Hälfte erobern. Die Front verlief mitten durch den Ort. Am Nachmittag des 1. November gelang es bayerischen Truppen erneut, in Wytschaete einzudringen. Wieder wurden sie durch einen Gegenangriff zurückgedrängt. Der Häuserkampf in Messines dauerte an. Am Morgen des 2. November griff die (bayerische) 6. Reserve-Division erneut Wytschaete an und konnte in den Ort eindringen, mit Hilfe der herbeigeführten 3. Infanterie-Division (Generalleutnant Ferdinand von Trossel) konnte das Dorf um 17:00 Uhr als eingenommen gemeldet werden.

## Dritte Phase 3. bis 18. November 1914

### 3. November 1914

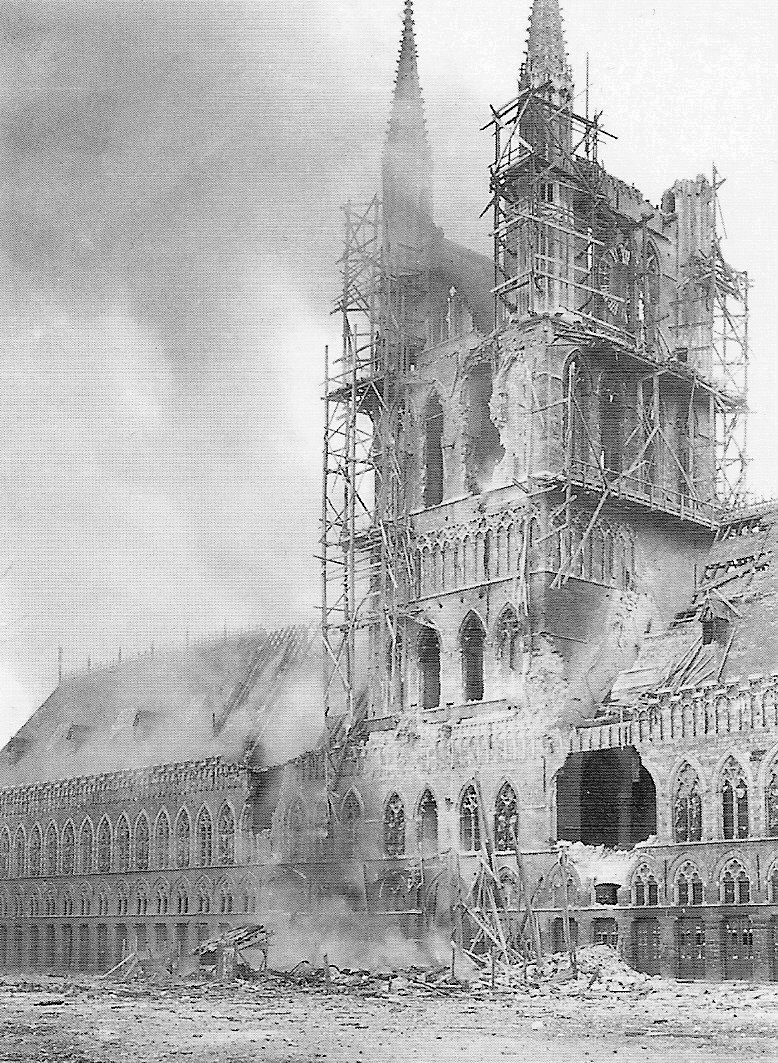
Brand der Tuchhallen von Ypern, November 1914

Nachdem die 4. Armee ihre Verbände umgruppiert hatte (die überflutete Fläche zwischen Dixmuide und dem Meer brauchte nicht mehr berücksichtigt zu werden und wurde zur Beobachtung und Sicherung der 38. Landwehr-Brigade, der 4. Ersatz-Division und Teilen der 43. Reserve-Division zugewiesen), erfolgten neue Angriffe des XXIII. Reserve-Korps im Bereich Noordschote–Bixschote, des durch die 44. Reserve-Division verstärkten III. Reserve-Korps im Abschnitt beiderseits von Langemark sowie des XXVI. und XXVII. Reserve-Korps im Bereich Poelkapelle–Gheluvelt. Am 3. November nahmen Truppen des XV. Korps Veldhoek ein, und am 4. November ließ General von Deimling gegen die ausdrückliche Weisung des Oberbefehlshabers der 6. Armee die berühmten mittelalterlichen Tuchhallen von Ypern unter Artilleriebeschuss nehmen. Bis zum 10. November hatten sich die deutschen Truppen bis vor die Ortsränder von Langemark und Bixschote herangearbeitet, ein weiterer Erfolg war nicht zu verzeichnen.

### 10. November 1914
Um Mitternacht begann der erneute Angriff der 43. Reserve-Division mit den Reserve-Infanterie-Regimenten 201, 202 und dem Reserve-Jäger-Bataillon 15 auf Dixmuide. Um nicht überflügelt und abgeschnitten zu werden, räumten die letzten französischen Marinefüsiliere und Infanteristen nach neunzehnstündigem, erbittertem Häuserkampf bei Einbruch der Dunkelheit den Ort. 1.417 britische und französische Soldaten wurden an diesem Tag in und um Dixmuide gefangen genommen. Auf deutscher Seite verloren das Reserve-Infanterie-Regiment 201 und 202 sowie das Reserve-Jäger-Bataillon Nr. 15 insgesamt 206 Gefallene, 241 Verwundete und 102 Vermisste. An diesem Tag fand auch der sogenannte Angriff „junger Regimenter westlich Langemarck“ statt, der, vom Heeresbericht am 11. November aufgegriffen und groß herausgestellt, den Ursprung des Langemarck-Mythos bilden sollte: Die 45. und 46. Reserve-Division des XXIII. Reserve-Korps sowie die dem III. Reserve-Korps unterstellte 44. Reserve-Division konnten auf fast vier Kilometern Breite gut einen Kilometer weit vordringen, mit Teilen den Yser-Kanal erreichen und französische Gefangene einbringen. Allerdings war dem links anschließenden III. Reservekorps die Einnahme von Langemark nicht gelungen. Besonders die dem III. Reservekorps unterstellte 9. Reserve-Division hatte schwere Verluste erlitten und über 2000 Mann verloren.

### 11. November 1914

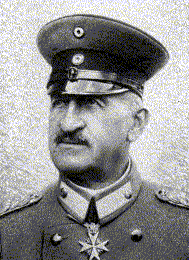
Alexander von Linsingen

Die bisherige Gruppe Fabeck wurde geteilt und im nördlichen Bereich die Gruppe Linsingen gebildet. Letzterer unterstanden dabei zwischen Klein-Zillebeke und Gheluvelt das XV. Armee-Korps unter General von Deimling mit der 30. und 39. Division sowie das neu herangeführte Korps Plettenberg mit der 4. Division und der 2. Garde-Division. Der Gruppe Fabeck wurde der Angriffsabschnitt südwestlich des von Comines auf Ypern zuführenden Kanals zugewiesen. Im Bereich der Ortschaft Hollebeke griff das II. Bayerische Korps (Otto von Stetten) mit der bayerischen 3. und 4. Division an. Im Zentrum der Gruppe Fabeck bei Wytschaete führte die Gruppe Gerok mit der bayerischen 6. Reserve-Division und der 25. Reserve-Division den Hauptangriff auf St. Eloi durch. Südlich von Wytschaete bis Messines griff die Gruppe Urach mit der 3. Division und der 26. Division an.
Der zur Gruppe Linsingen abgestellten 30. Division gelang es, am 11. November den als Teil einer flachen Hügelkette in einem Halbkreis östlich von Ypern zwischen Zwarteleen und Zandvoorde gelegenen Höhenzug „Höhe 60“ zu erobern. Da sich von der etwa 230 m langen und etwa 46 m hohen Anhöhe aus der Raum zwischen Ypern und Zillebeke leicht überblicken ließ, kam dem Gebiet sowohl für Angreifer und Verteidiger im Stellungskrieg eine strategisch wichtige Rolle zu. Die Gruppe Linsingen versuchte zudem, mit Masse zwischen dem Kanal und Gheluvelt die um Schloss Hooge liegenden ausgedehnten Waldungen anzugreifen. Bis zum 17. November konnte hier gegen den erbitterten Widerstand des britischen I. Korps wieder kein Durchbruch erzwungen werden. Der Angriff der südlicheren Gruppe Fabeck gegenüber dem französischen XVI. Korps in Richtung zum Kemmelberg kam auch nur etwa einen Kilometer tief voran. Alle weiteren Bemühungen führten lediglich zur Frontausbuchtung des sich jetzt bildenden Wytschaete-Bogens.

### Ende der Schlacht
Am 18. November ging beim Armeeoberkommando 6 der schon länger angekündigte Befehl ein, stärkere Truppen für die Verwendung an der Ostfront freizustellen, wo eine Woche zuvor die Schlacht um Łódź begonnen hatte. Im Einzelnen waren dies die 26. Division mit dem Generalkommando XIII. Armee-Korps, das Generalkommando II. Armee-Korps mit der 3. und 4. Division, die bayerische 6. Reserve-Division, die 25. Reserve-Division und die 48. Reserve-Division mit dem Generalkommando XXIV. Reserve-Korps. In dem Befehl unausgesprochen, aber unausweichlich war der Entschluss, sämtliche Offensivoperationen im Raum Ypern und somit auch an der Westfront insgesamt vorerst einzustellen. Eine Rückkehr der abgegebenen Truppen war frühestens in einigen Monaten in Aussicht gestellt. Die erschöpften und durch zahlreiche Ausfälle geschwächten deutschen Truppen, die zudem wegen mangelnden Munitionsnachschubs nur unzureichende Artillerieunterstützung erhielten, konnten nun nur noch mit der Aussicht kämpfen, das gewonnene Gelände zu halten.

## Hintergründe
Bereits bei der Aufstellung der neuen deutschen Truppenteile kam es zu eklatanten materiellen Engpässen. Es fehlte vor allem an Schuhzeug, Uniformen, Gewehren, Sätteln und Pferdegeschirren für die Artillerie. Sogar Verpflegung und Futter für die Pferde waren knapp. Dazu kam die überhastete Ausbildung von maximal acht Wochen für die Infanteristen. Eine angemessene artilleristische Ausbildung war noch weniger gewährleistet. Das Reserve-Feldartillerie-Regiment Nr. 46 erhielt eine Ausrüstung, deren Richtmittel den Reservisten nicht bekannt war. Dazu wurde erst am 28. September zu einer Übung ausgerückt, bei der man die Munitionskolonnen zurücklassen musste, da nicht genügend Pferdegeschirre vorhanden waren. Am 8. Oktober 1914 wurde ein einziges Mal scharf geschossen, bevor das Regiment am 10. Oktober an die Front verladen wurde. Im Ergebnis waren die Artilleristen zum Schuss aus verdeckter Stellung nicht fähig und mussten grob über das Rohr zielen. Schwächen zeigten sich auch beim Offizierkorps. Der aktive Dienst der eingesetzten Landwehroffiziere lag bereits viele Jahre zurück; diese Truppenführer waren den modernen Erfordernissen zum großen Teil nicht mehr gewachsen. Es gab sogar Offiziere, die noch im Krieg von 1870/71 gedient hatten und nur die alte Kolonnentaktik kannten. Viele der überalterten Landwehroffiziere waren dazu den Strapazen nicht mehr gewachsen. Einer ganzen Reihe wurde auch wegen psychischer Überanstrengung der Krankenstand, der Abschied oder aber eine anderweitige Verwendung gewährt – ein Ausweg, der für Mannschaften üblicherweise nicht in Frage kam.
Beispielsweise wurden aus diesen Gründen innerhalb eines Regiments abgelöst:
- am 22. Oktober der Regimentskommandeur Reserve-Infanterie-Regiment 208,
- am 23. Oktober der Bataillonskommandeur I./Reserve-Infanterie-Regiment 208,
- am 25. Oktober der Bataillonskommandeur III./Reserve-Infanterie-Regiment 208,
- am 26. Oktober der Bataillonskommandeur II./Reserve-Infanterie-Regiment 208.

Diese Umstände führten mit zu dem bekannten Ergebnis am Ende.

## Ergebnis
Der „Wettlauf zum Meer“ war beendet und beide Seiten hatten rechtzeitig ausreichend Truppen verlagern können; dementsprechend hoch waren die jeweiligen Verluste. Nun war es keiner Seite mehr möglich, die feindlichen Linien zu durchbrechen. Der Krieg verlief bis fast zum Ende in einem äußerst zermürbenden Grabenkrieg. Dem Weltkriegswerk des Reichsarchivs ist zu entnehmen, dass für die etwa einen Monat dauernde Erste Flandernschlacht nur unvollständige Verlustangaben vorliegen. Danach haben die beiden beteiligten deutschen Armeen, die 4. und 6. Armee, in diesem Zeitraum mindestens 100.000 Mann verloren.

## Mythos von Langemarck
Bekannt wurde diese erste große Flandernschlacht vor allem dadurch, dass die vier Reservekorps der deutschen 4. Armee angeblich zu großen Teilen aus kriegsfreiwilligen Notabiturienten, Schülern, Lehrlingen etc. bestanden haben sollen. Dies entspricht jedoch nicht den Tatsachen. Die vier Armeekorps bestanden keinesfalls, wie häufig angegeben, bis zu 75 Prozent aus Schülern, Lehrern und Studenten, da dies rein zahlenmäßig nicht möglich gewesen wäre. Das statistische Jahrbuch für das Deutsche Reich gibt für das Sommersemester 1914 und das Wintersemester 1914/15 insgesamt 40.761 Studenten als im Militärdienst befindlich an. Bei einer Ist-Stärke der vier Armeekorps von 120.000 Mann hätten sich alle deutschen Studenten hier konzentriert haben müssen, um schließlich auf einen Anteil von 30 Prozent zu kommen. Die Regimenter setzten sich tatsächlich zum größten Teil aus Ersatzreservisten, Landwehrleuten, Freiwilligen, Reservisten und einigen wenigen aktiven Soldaten zusammen.
Als Beispiel gibt das Reserve-Infanterie-Regiment Nr. 211 als Personalbestand an:
166 aktive Soldaten
299 Reservisten
970 Freiwillige (von denen sicher nicht alle Studenten oder Schüler waren)
1499 Landwehrleute
1 Ersatzreservist
Das Reserve-Infanterie-Regiment Nr. 244 gibt an, dass von 2.883 Mann sieben Prozent das Einjährig-Freiwilligen-Zeugnis vorweisen konnten und dass davon ein Drittel Schüler gewesen seien, womit man auf eine Gesamtzahl von 66 Schülern kommt. Als weiteres Beispiel sei das 1000 Mann starke Reserve-Jäger-Bataillon Nr. 26 aus Freiberg aufgeführt, das in der Hauptsache aus den Studenten der Freiberger Bergakademie gebildet worden sein soll – hier gab es aber laut Statistischem Jahrbuch 1914/15 nur insgesamt 160 Kriegsdienst leistende Studenten. Spätere Berichte, die jungen Regimenter seien bei „Langemarck“ unter dem Gesang des Deutschlandliedes gegen den Feind vorgegangen, werden bis in die heutige Zeit stellenweise vehement verteidigt, konnten aber niemals nachgewiesen und müssen als realitätsfremd zurückgewiesen werden. Die Verfechter der Theorie behaupten, dass einige Gruppen versucht haben könnten, im dichten Nebel durch Gesang ihren Zusammenhalt zu gewährleisten oder eigenen Beschuss zu vermeiden, wobei diese Aktion sowohl in Anbetracht der weiter oben geschilderten äußerst widrigen Umstände als auch praxisbezogen nicht nachvollziehbar ist. (Die drei bis vier Kilometer weiter hinten stehende Artillerie kann das nicht hören.)
Ein kolonnenweises Singen ohne Tritt ist schon auf der Straße ein Ding der Unmöglichkeit; in einem lehmigen Acker, unter Beschuss, bei dauerndem Hinwerfen aber völlig ausgeschlossen. Die in aller Eile, ohne genügende Ausbildung und mit mangelhafter Ausrüstung und Führung aufgestellten und an die Front geworfenen Korps erlitten bei Ypern verheerende Verluste. Tausende Soldaten fielen, die als kurz ausgebildete Rekruten erst Ende Oktober an die Front gekommen waren. Um ihr Versagen an diesem Frontabschnitt zu verdecken, erfand die deutsche Führung später den angeblichen Opfergang der deutschen Jugend, wohl wissend, dass dies nicht der Wahrheit entsprach. Der „Mythos von Langemarck“ gründete nahezu ausschließlich auf der Mitteilung des deutschen Heeresberichts über einen Angriff „junger Regimenter [des XXIII. Reservekorps] westlich Langemarck“ am 10. November 1914. Zu diesem Zeitpunkt war das Scheitern des deutschen Durchbruchversuchs bei Ypern bereits offensichtlich geworden. Deshalb sah man sich wohl veranlasst, den Misserfolg vor der Öffentlichkeit mit einem Heldenepos zu bemänteln. Die Erzählung wurde vor allem während der Weimarer Republik und des Dritten Reiches politisch instrumentalisiert, hochstilisiert und so oft wiederholt, bis man sie letztendlich allgemein als Tatsache akzeptierte. Der deutschnationale Mythos von Langemarck wie auch die erfundene Geschichte von den „singenden Regimentern“ findet bis heute seine Anhänger.

## Eingesetzte Kräfte (Deutsches Reich)
| XXII. Reserve-Korps – KG: General der Kavallerie Eugen von Falkenhayn | XXIII. Reserve-Korps – KG: General der Kavallerie Georg von Kleist | XXVI. Reserve-Korps – KG: Kgl. Württ. General der Infanterie Otto Freiherr von Hügel                                                                    | XXVII. Reserve-Korps (II. Königlich Sächsisches) – KG: Kgl. Sächs. General der Infanterie Adolph von Carlowitz |
| --------------------------------------------------------------------- | ------------------------------------------------------------------ | --- | --- |
| Divisionen                                                            |                                                                    | | |
| 43. Reserve-Division Kdr.: Genlt. von Hoffmann                        | 45. Reserve-Division Kdr.:Genlt. Schöpflin                         | 51. Reserve-Division Kdr.: Genlt. Waenker von Dankenschweil                                                                                             | 53. Reserve-Division (3. Königlich Sächsische) Kdr.: Kgl. Sächs. Genlt. Hans von Watzdorf                      |
| Regimenter und Bataillone                                             |                                                                    | | |
| Reserve-Infanterie-Regiment Nr. 201 (Berlin und Potsdam)              | Reserve-Infanterie-Regiment Nr. 209 (Frankfurt (Oder))             | Reserve-Infanterie-Regiment Nr. 233 (Stettin) | Reserve-Infanterie-Regiment Nr. 241 (Dresden)                                                                  |
| Reserve-Infanterie-Regiment Nr. 202 (Berlin)                          | Reserve-Infanterie-Regiment Nr. 210 (Brandenburg)                  | Reserve-Infanterie-Regiment Nr. 234 (Kassel-Göttingen)                                                                                                  | Reserve-Infanterie-Regiment Nr. 242 (Bautzen)                                                                  |
| Reserve-Infanterie-Regiment Nr. 203 (Spandau)                         | Reserve-Infanterie-Regiment Nr. 211 (Stargard i.P.)                | Reserve-Infanterie-Regiment Nr. 235 (Koblenz) | Reserve-Infanterie-Regiment Nr. 243 (Zwickau-Plauen)                                                           |
| Reserve-Infanterie-Regiment Nr. 204 (Berlin und Potsdam)              | Reserve-Infanterie-Regiment Nr. 212 (Altona)                       | Reserve-Infanterie-Regiment Nr. 236 (Köln) | Reserve-Infanterie-Regiment Nr. 244 (Chemnitz-Döbeln)                                                          |
| Reserve-Jäger-Bataillon Nr. 15 (Potsdam)                              | Reserve-Jäger-Bataillon Nr. 17 (Lübben)                            | Reserve-Jäger-Bataillon Nr. 23 (Goslar) | Reserve-Jäger-Bataillon Nr. 25 (Dresden)                                                                       |
| Reserve-Feldartillerie-Regiment Nr. 43 (Jüterbog)                     | Reserve-Feldartillerie-Regiment Nr. 45 (Belgard-Kolberg)           | Reserve-Feldartillerie-Regiment Nr. 51 (Kassel) | Reserve-Feldartillerie-Regiment Nr. 53                                                                         |
| Divisionen                                                            |                                                                    | | |
| 44. Reserve-Division Kdr.:Kgl.Württ. Genlt. von Dorrer                | 46. Reserve-Division Kdr.: Genlt. Hahn                             | 52. Reserve-Division Kdr.: Genlt. Waldorf | 54. Reserve-Division Kdr.: Kgl. Württ. General der Infanterie z.D. Paul von Schaefer                           |
| Regimenter und Bataillone                                             |                                                                    | | |
| Reserve-Infanterie-Regiment Nr. 205 (Frankfurt (Oder))                | Reserve-Infanterie-Regiment Nr. 213 (Rendsburg)                    | Reserve-Infanterie-Regiment Nr. 237 (Trier) | Reserve-Infanterie-Regiment Nr. 245 (Leipzig)                                                                  |
| Reserve-Infanterie-Regiment Nr. 206 (Brandenburg)                     | Reserve-Infanterie-Regiment Nr. 214 (Rostock)                      | Reserve-Infanterie-Regiment Nr. 238 (Neustadt) | Reserve-Infanterie-Regiment Nr. 246 (Stuttgart-Ulm)                                                            |
| Reserve-Infanterie-Regiment Nr. 207 (Prenzlau)                        | Reserve-Infanterie-Regiment Nr. 215 (Lübeck)                       | Reserve-Infanterie-Regiment Nr. 239 (Mannheim) | Reserve-Infanterie-Regiment Nr. 247 (Ulm)                                                                      |
| Reserve-Infanterie-Regiment Nr. 208 (Hannover)                        | Reserve-Infanterie-Regiment Nr. 216 (Osnabrück)                    | Reserve-Infanterie-Regiment Nr. 240 (Rastatt) | Reserve-Infanterie-Regiment Nr. 248 (Ludwigsburg-Heilbronn-Zuffenhausen)                                       |
| Reserve-Jäger-Bataillon Nr. 16 (Berlin-Lichterfelde)                  | Reserve-Jäger-Bataillon Nr. 18 (Ratzeburg)                         | Reserve-Jäger-Bataillon Nr. 24 (Marburg) | Reserve-Jäger-Bataillon Nr. 26 (Freiberg)                                                                      |
| Reserve Feldartillerie-Regiment Nr. 44 (Brandenburg)                  | Reserve-Feldartillerie-Regiment Nr. 46 (Güstrow)                   | Reserve Feldartillerie-Regiment Nr. 52 (Karlsruhe) | Reserve-Feldartillerie-Regiment Nr. 54                                                                         |
| Der 4. Armee zugewiesen:                                              |                                                                    | | |
| III. Reserve-Korps – KG: General der Infanterie Hans von Beseler      |                                                                    | Kgl. bay. 6. Reserve-Division – Kdr.: Kgl. Bay. General der Kavallerie Maximilian von Speidel (ab Ende Oktober unterstellt der 6. Armee, Gruppe Fabeck) | |
| Divisionen                                                            |                                                                    | | |
| 5. Reserve-Division Kdr.: Genlt. Voigt                                | 6. Reserve-Division – Kdr.: Genlt. Schickfuß zu Neudorf            | | |
| Reserve-Infanterie-Regiment Nr. 8 (Landsberg a.W./Frankfurt (Oder))   | Reserve-Infanterie-Regiment Nr. 20 (Potsdam-Spandau-Berlin)        | Kgl.bay. 16. Reserve-Infanterie-Regiment (München) | |
| Reserve-Infanterie-Regiment Nr. 48 (Küstrin-Woldenberg-Angermünde)    | Reserve-Infanterie-Regiment Nr. 24 (Neuruppin/Prenzlau)            | Kgl.bay. 17. Reserve-Infanterie-Regiment (Augsburg) | |
| Reserve-Infanterie-Regiment Nr. 12 (Calau-Perleberg-Berlin)           | Reserve-Infanterie-Regiment Nr. 26 (Magdeburg-Stendal-Burg)        | Kgl.bay. 20. Reserve-Infanterie-Regiment (Nürnberg) | |
| Reserve-Infanterie-Regiment Nr. 52 (Cottbus-Crossen-Guben)            | Reserve-Infanterie-Regiment Nr. 35 (Brandenburg-Jüterbog)          | Kgl.bay. 21. Reserve-Infanterie-Regiment (Fürth) | |
| Reserve-Dragoner-Regiment Nr. 2                                       | Reserve-Ulanen-Regiment Nr. 3                                      | Kgl.bay. 6. Reserve-Kavallerie-Regiment | |
| Reserve-Feldartillerie-Regiment Nr. 5                                 | Reserve-Feldartillerie-Regiment Nr. 6                              | Kgl.bay. 6. Reserve-Fußartillerie Bataillon | |
|                                                                       | Reserve-Jäger-Bataillon Nr. 3 (Lübben)                             | | |